# آرتمیس خالاتوف
آرتمیس خالاتوف (ارمنی: [] Error: {{Lang}}: فاقد متن (راهنما)؛ انگلیسی: Artemic Khalatov؛  ۲۷ آوریل ۱۸۹۴ – ۲۷ اکتبر ۱۹۳۷) سیاست‌مدار ارمنی‌تبار اهل اتحاد شوروی بود که بین سال‌های ۱۹۲۷ تا ۱۹۳۲ ریاست چاپخانه دولتی را برعهده داشت.

## زندگی‌نامه
وی در ۲۷ آوریل ۱۸۹۴ در باکو به دنیا آمد و از دانشگاه اقتصاد پلخانف روسیه فارغ‌التحصیل گشت. وی همچنین برنده جوایزی همچون  شد. وی در ۲۷ اکتبر ۱۹۳۷ در سن سالگی در مسکو در جریان پاکسازی بزرگ اعدام شد.
1. ↑  Head of the State Publishing House